# 长门岩
长门岩是位于中华人民共和国山东省青岛市崂山湾口附近的一个群岛，由长门岩北岛、七星岩岛、长门岩南岛和西砣子岛四个岛组成，总面积0.16827平方公里，距陆地最近点崂山头22.5公里。其所属区划有争议，属崂山区王哥庄街道或属即墨区鳌山卫街道。

## 名称源流
由于南北两岛如行车之门般护卫着航道，曾被称为车门岛，后演变成长门岛；中国人民大学清史研究所的丁超则认为，“长门岛”一名可能来源于日占时期移居自广岛县的日本渔民，受长门市影响而得名。后由因岩体裸露，改为长门岩。由于构成岛体的岩石风化分解，露出云母而散发出宝石般的光泽，又称嘉宝岛。清代之前称作谷积岛、古迹岛，在蒲松龄《聊斋志异》中亦有涉及，在《大清一统海道总图》上被标注为格啼岛；《胶澳潮平合同》中，德国人称其为加帝庙岛（德語：Tschia-timiaw-taw）。

## 地理情况
北岛由一大一小两岛组成。大岛为长门岩的主岛，最高海拔84.7米，长0.45千米，宽0.25千米，面积0.111平方千米，海岸线长1.47千米，岩质为白云变粒岩和白云钾长片麻岩，其上覆盖富含腐殖质的棕壤土；东、南面为30—50米悬崖或40°角的斜坡，仅东北、西北较平缓。小岛七星岩，最高海拔36.1米，面积为0.00487平方干米，海岸线长0.30千米。
南岛也由一大一小两岛组成。大岛长门岩南岛最高海拔53.1米，面积为0.031平方千米，海岸线长0.95千米，呈长方形，土层厚且为沙壤土；位于北岛以南，阻挡南向风浪，是主岛的天然屏障。小岛西砣子岛位于长门岩南岛西侧，最高海拔28.2米，面积为0.01725平方千米，海岸线长0.74千米；与长门岩南岛之间有28米宽的潮沟分隔，低潮时可步行通过。
全岛经常为浓雾所笼罩，有时雾气会化作毛毛雨。

## 自然生态
现已建成长门岩自然保护区，属于珍稀与濒危植物保护区；长门岩为山东省省级特殊保护海岛，保护区面积9.90平方千米，其中海域面积9.74平方千米，其陆地及海洋生物多样性均未经过彻查。

### 植物资源
诸岛上有耐冬、红楠，为中国生长纬度最高的天然常绿阔叶乔木群系，此外还生长有马尾松、冬青、大叶胡颓子等；1987—1988年间考察时共采集到99种高等植物（包括人工栽培的5种，包括小叶朴、刺槐、桧柏等），主要为草本植物。
耐冬是岛上的本土植物，由于海洋性气候影响，为同纬度最大的野生耐冬群落，树龄最高有1300年，候鸟迁徙时随粪便将种子带到岛上。据记载岛上曾有耐冬超过3000株，但1979年青岛植物园调查时，发现其上的植被已经受到破坏，耐冬仅有385丛，637株，并取回了10万余粒种子，在植物园繁殖成功；1987年，青岛市环保局、青岛市林业局、青岛市园林局联合组织了“长门岩山茶资源审定会”，考察后通过了《关于建立崂山沿海岛屿山茶自然保护区的建议》；2000年青岛市园林和林业局再次进行调查，耐冬存活数降至495株，树龄在200—830年间。据说明代道士张三丰曾丛长门岩移植耐冬，此后耐冬才在崂山附近繁衍开来。其中一株为张三丰首批移植，目前在太清宫三官殿前；因原殿前“绛雪”于1926年枯死，因而将其移至殿前“代用绛雪”，但最终于2003年1月17日亦确定死亡。
岛屿上原生的红楠已经基本绝迹，现存均为砍伐后自树桩萌发的丛生枝条。岛上还分布着海枣，主要为人工栽培。
北岛在海拔20米以下很少有植物生长，植被覆盖率达60%，树龄较长的耐冬就有549株。南岛由于土地贫瘠，只有草本植物。

### 鸟类资源
长门岩为青岛市最大的鸟岛，也是青岛唯一的鸟类繁殖岛；繁殖季时，有黄嘴白鹭、黑尾鸥、黑叉尾海燕等鸟类在此中途休息。北岛鸟类数量繁多，有史氏蝗莺、黑叉尾海燕、白额鹱、白腰雨燕、游隼繁殖；七星岩有丹顶鹤栖息。南岛则有黄嘴白鹭、黑尾鸥等。冬季则有红胸秋沙鸭、鸬鹚和潜鸟在岛屿周围越冬。
南岛由于无人值守，经常有渔民上岛捡蛋、设网捕鸟。2020年以来，崂山区自然资源局等处会组织海岛候鸟迁徙保护联合执法行动，查处在包括长门岩等无居民海岛上张网捕鸟等违法犯罪行为。亦有青岛市观鸟协会、青岛市生态环境局等组成“护鸟团”，登岛展开生态保护、打击偷猎的活动；2024年6月27日，“护鸟团”将之前有人在岛上弃养的4只山羊麻醉带离，避免对环境进一步破坏。

### 水产资源
北岛鱼类和海产品丰富，有许氏平鮋、海鳗、三疣梭子蟹、日本蟳等。周围水域亦有不少海产，如鲍鱼、海参、海螺、真鲷等；1997年，青岛市政府曾计划为长门岩群及其周围海域建立海洋岛屿生态系统市级自然保护区。

## 基础设施
长门岩北岛有2座码头，南岛北侧有1座码头；2022年春节前夕，码头建成卷扬机。2台5000瓦功率发电机，为1988年内蒙古动力机械厂安装，取代原有的柴油发电机，实现岛上全天供电；2009年，岛上安装了太阳能无氟发电机；2020年7月24日，与陆地电网接通，同时建成有线电视、5G信号基站、灯光球场，结束了长门岩58年“不通电”的历史。3眼水井，但水质较差。中华人民共和国建国后，在长门岩建立了灯塔等灯标。
1962年3月起，岛上便有驻军，并无常住居民。2023年2月7日，岛上设立了“拥军服务站”。
1998年，长门岩上实验无土栽培技术成功，有助于岛上的蔬菜自给。2008年，在长门岩和潮连岛等地设置了自动气象站、天气雷达、大型浮标站等设施。

## 延伸阅读
- 维基文库中的相關文獻：聊斋志异/第02卷#海公子